# Palais de la Bourse (Budapest)
Pour les articles homonymes, voir Palais de la Bourse.
Le palais de la Bourse (en hongrois : Tőzsdepalota) est un édifice situé dans le 5e arrondissement de Budapest. L'imposante construction fait face à l'Ambassade des États-Unis et au siège de la Banque nationale de Hongrie sur Szabadság tér. Construit au début du XXe siècle en partie sur l'ancien site du Nouveau Bâtiment, le palais de la Bourse est conçu pour accueillir les anciens bureaux situés dans le palais Lloyd, considéré alors comme trop exigu, mais aussi pour mettre en scène la puissance du capitalisme austro-hongrois à cette époque d'Âge d'or de Budapest. Après la Seconde Guerre mondiale et la libération de la ville par les troupes soviétiques, l'édifice devient le siège de l'Institut Lénine, puis de la Maison de la technique (Technika Háza), avec pour vocation d'héberger les organisations scientifiques. En 1955, il devient pour plus de cinquante ans le siège de la télévision d'État Magyar Televízió. Celle-ci déménage en juillet 2009 et cède le monument à une holding qui a pour projet l'ouverture d'un hôtel. 